# Trachau
Trachau est un quartier au nord-ouest de Dresde, sur la rive droite de l'Elbe dans l'arrondissement de Pieschen.

## Géographie
Trachau se situe au nord-ouest de Dresde à la frontière avec Radebeul. Il est bordé au nord par la lande de Dresde, à l'est par Trachenberge, au sud par Pieschen et à l'ouest par Mickten et Kaditz. Le quartier au nord-est d'Aachener Straße est aussi appelé le Wilder Mann.
Bien que Trachau soit un peu éloignée de l'Elbe, elle se trouve en bordure d'une vaste plaine inondable. La partie sud densément peuplée de Trachau se trouve donc dans une zone de la ville menacée par des crues extrêmement fortes de l'Elbe. Lors de l'inondation de l'Elbe en 2002, le niveau d'eau augmente jusqu'à la gare de Trachau, les eaux souterraines accablantes inondent les caves et les jardins au nord de la voie ferrée.

## Histoire
Les tombes de crémation de l'âge du bronze sur la Geblerstraße et les vestiges d'une colonie sur le Schützenhof témoignent d'une colonisation précoce.
Trachau est mentionné pour la première fois en 1242 sous le nom de "Trachennowe". Contrairement à la plupart des noms de quartier de Dresde, le nom est d'origine moyen-haut-allemand. Cela signifie "lieu près des montagnes du dragon", un quartier voisin est Trachenberge.  Malgré l'origine du nom en moyen haut allemand, le lieu est fondé comme une colonie sorabe dans un ancien bras de l'Elbe. Le village est aménagé comme un village-rue avec une zone clôturée. Il y avait deux étangs sur la place du village, Große Pfütze et Kleine Pfütze ; ils donnent le nom de la Teichstraße.
Jusqu'au XIXe siècle, en plus de l'agriculture locale, le vin était également cultivé à Trachau, sur les collines derrière les fermes. Au XVe siècle, les moines augustins d'Altendresden, vivent sur l'Alten Trachenberg (Großenhainer Straße, à l'angle de la Schützenhofstraße). À partir de 1661, les pentes à l'ouest du Schützenhof sont dégagées. Des champs et des vignes y sont plantés, appelés Neuländer. Des propriétaires de chalets s'installent à partir de 1614, le premier au Leipziger Strasse 210. Lorsque la Meißner Poststraße est déplacée de l'Elbe à Trachau en 1787, les premiers artisans s'installent. Le 13 juin 1787, le boucher Gottfried Ockert reçoit le permis d'alcool pour l'auberge Zum Lämmchen sur la Leipziger Strasse, où le conseil municipal de Trachau se réunit à partir de 1839.
Un moulin sur pivot est construit en 1849.
Trachau est détruit par des incendies en 1766, 1795 et 1816 et inondé par l'Elbe en 1655, 1784 et 1845.
À partir de 1838, la ligne de Leipzig à Dresde divise la région de Trachau en une partie sud avec un village et des jardineries et une partie nord avec des champs. À cette époque, le développement fermé des rues principales avec des maisons d'habitation est créé. Néanmoins, il y a encore des terres agricoles actives au sud de la voie ferrée à l'est de la gare de Dresde-Trachau jusqu'à la fin du XXe siècle. En raison de l'industrialisation de la région et de la croissance urbaine, l'agriculture est abandonnée.
En 1881, le Gasthof Zum Lämmchen est rénové et le nom est changé en Goldenes Lamm. En 1895, une salle de danse agrandie est construite, qui après des rénovations en 1918 sert de gymnase pour l'Association de gymnastique de Trachau dans les années 1920 et de cinéma à partir de 1925. De 1962 à 1997, les locaux servent pour le théâtre de marionnettes de Dresde. Après cela, le bâtiment est vacant, il n'y a qu'un petit restaurant au rez-de-chaussée. En 2006, l'Église évangélique libre de Dresde achète le bâtiment. La salle de bal devient une salle de service religieux et une salle d'événements. En mai 2009, une association d'écoles de musique est fondée comme un nouvel espace de travail, qui partage les locaux avec la communauté. Les artistes DorFuchs et Samuel Rösch apprennent la musique dans l'école "Goldenes Lamm".
Trachau est incorporé à Dresde en 1903. En 1908, Trachau se sépare de la paroisse de Kaditz.

## Architecture
À Trachau, Alttrachau, centre historique du village comprenant un espace vert, dont le tissu bâti date du XVIIe siècle, est préservé. Le bâtiment le plus ancien de Trachaus se trouve au 4 Henricistraße, une année indique l'année 1642.
Les bâtiments de la fin du XIXe siècle sont restaurés. Les bâtiments notables de cette période sont le Schützenhof et l'aqueduc de Trachau. Le Sächsische Landeszentrale für politische Bildung se situe dans le Schützenhof. Au 241 de la Grossenhainer Straße se trouve la Villa Trinkl construite par les maîtres d'œuvre frères Ziller en 1886. En 1900, l'hôtel de ville représentatif de la Moritzburger Strasse est inauguré (Wilder-Mann-Strasse 3/5).
Entre l'Industriestraße et la Schützenhofstraße, entouré par la Richard-Rösch-Straße à l'ouest et l'Aachener Straße à l'est, se trouve le grand ensemble de Trachau. De 1928 à 1933, des bâtiments de la Nouvelle Objectivité sont érigés dans ce quartier sur la base des plans de Hans Richter, Schilling & Graebner et d'autres architectes.
L'hôpital municipal de Dresden-Neustadt, à l'origine utilisé comme maison de retraite, fait partie du plan de développement du grand ensemble. Également dans la zone du grand ensemble se trouve l'église des Saints-Apôtres, église évangélique, construite en 1927-1929 dans le style Nouvelle objectivité basé sur une conception d'Oswin Hempel.

## Personnalités
- Albert Hensel, résistant communiste au nazisme.
- Peter Kulka, architecte.
- Theodor Rosenhauer, peintre.
- Uwe Steimle, humoriste et acteur.

## Transport
La station de S-Bahn de Trachau se situe sur la ligne de chemin de fer longue distance vers Leipzig. Cette ligne de chemin de fer coïncide avec le tracé de la première ligne de la Compagnie des chemins de fer de Leipzig-Dresde.
Les rues les plus importantes de Trachau sont la Leipziger Straße menant au centre-ville et la Großenhainer Straße. La Leipziger Straße relie Dresde à Radebeul. Elle est desservie par la ligne de tramway 4. La Großenhainer Straße mène à Moritzburg et Großenhain. Dès le XVIIe siècle, c'est la principale voie d'accès aux terrains de chasse de l'électeur Auguste II. La ligne de tramway 3 de la société de transport de Dresde y circule.
La Bundesautobahn 4 se trouve le long de la limite nord-ouest du quartier le long de la lande. La jonction Wilder Mann se situe sur la Grossenhainer Straße prolongée.